# Marta Kristen
Marta Kristen, nata Birgit Annalisa Rusanen (Oslo, 26 febbraio 1945), è un'attrice norvegese naturalizzata statunitense.

## Biografia

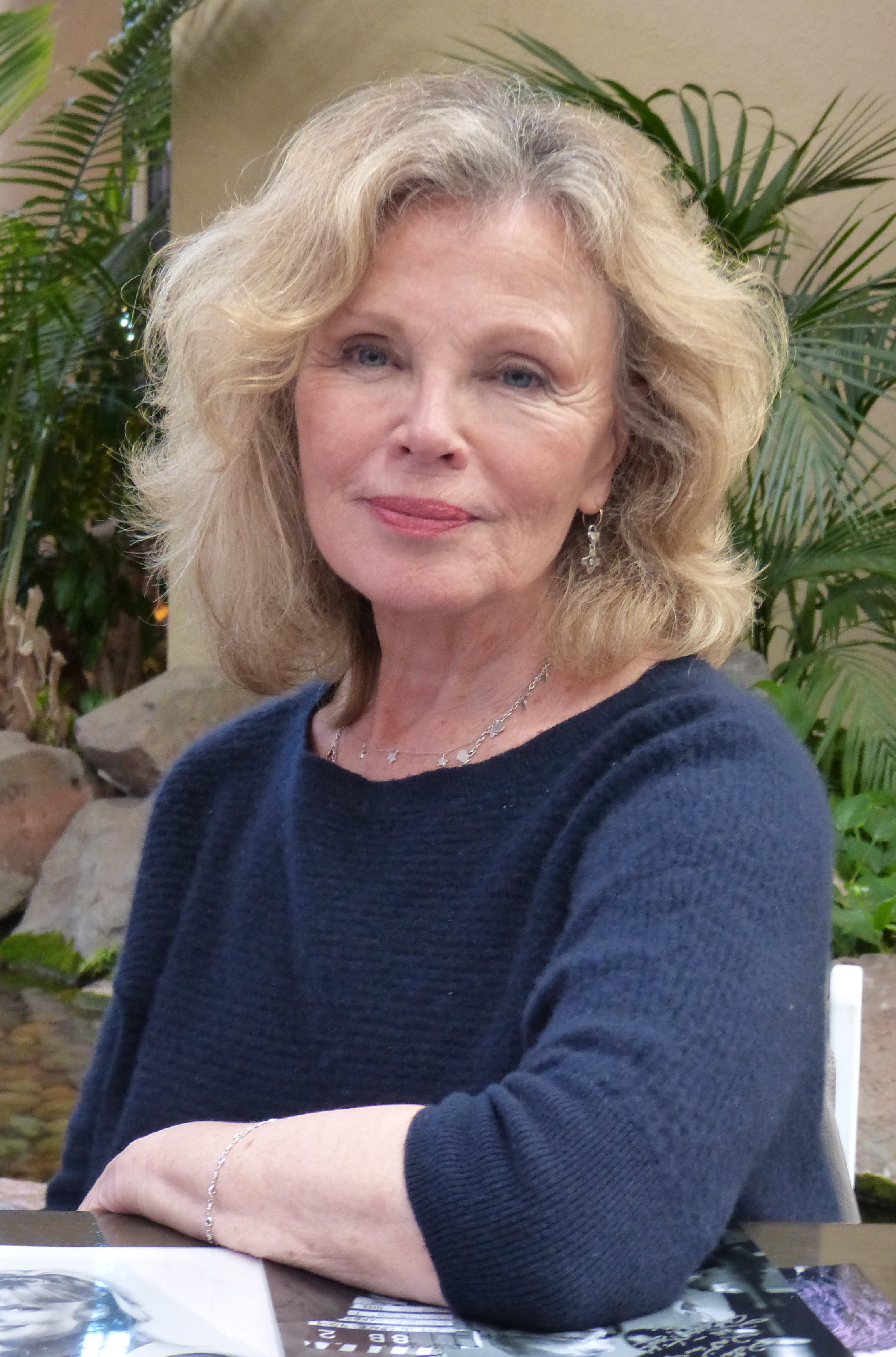
Marta Kristen nel 2018

È nata in Norvegia da padre tedesco e madre finlandese.
Essendo stata adottata nel 1949, dopo la morte del padre avvenuta nel corso della seconda guerra mondiale, le venne dato il nome Martha Annalise Soderquist.
Nel 1959 si è trasferita a Los Angeles, dove per questioni artistiche ha preso il nome d'arte Marta Kristen. Ha debuttato in televisione nel 1960. I suoi primi ruoli cinematografici sono quelli in Sam il selvaggio (1963) e Una sirena sulla spiaggia (1965).
Dal 1964 al 1973 è stata sposata con Terry Treadwell, da cui ha divorziato. Dal 1965 al 1968 ha preso parte alla serie TV Lost in Space. Nel 1978 si è sposata con Kevin P. Kane, a cui è stata legata fino alla morte avvenuta nel 2016.
A partire dagli anni '70 ha fatto apparizioni più sporadicamente sia al cinema che in televisione. Nel 1998 appare nel film Lost in Space - Perduti nello spazio. 
Nel 2009 è al doppiaggio del cortometraggio natalizio The Bolt Who Screwed Christmas.

## Filmografia parziale

### Cinema
- Sam il selvaggio (Savage Sam), regia di Norman Tokar (1963)
- Una sirena sulla spiaggia (Beach Blanket Bingo), regia di William Asher (1965)
- Terminal Island - L'isola dei dannati (Terminal Island), regia di Stephanie Rothman (1973)
- I magnifici sette nello spazio (Battle Beyond the Stars), regia di Jimmy T. Murakami (1980)
- Party fatale (Below Utopia), regia di Kurt Voss (1997)
- Lost in Space - Perduti nello spazio (Lost in Space), regia di Stephen Hopkins (1998)
- A Bachelor's Valentine, regia di Lana Read (2022)

### Televisione
- Letter to Loretta – serie TV, un episodio (1960)
- Alfred Hitchcock presenta (Alfred Hitchcock Presents) – serie TV, un episodio (1961)
- Io e i miei tre figli (My Three Sons) – serie TV, 3 episodi (1960-1964)
- Mr. Novak – serie TV, episodio 1x30 (1964)
- The Greatest Show on Earth – serie TV, episodio 1x21 (1964)
- Lost in Space – serie TV, 84 episodi (1965-1968)
- Saranno famosi (Fame) – serie TV, un episodio (1985)
- The Vamps Next Door – serie TV, 3 episodi (2019)